# Michael Mayer (Schauspieler)
Michael Mayer (* 8. Januar 1964 in Köln) ist ein deutscher Schauspieler und Regisseur.

## Leben
Michael Mayer ging nach dem Abitur zunächst zur Bundeswehr. Seit 1994 arbeitet Mayer als freier Regisseur, Kameramann und Editor. 1999 nahm Mayer an einem Schauspiel-Seminar mit Mike Fenton in den USA teil. 1995 nahm er an einem Medienrecht-Seminar im Filmhaus Köln teil. 2001 hat er einen Drehbuch-Workshop in München besucht. Von 2003 bis 2005 arbeitete Mayer zusätzlich als Produktionsleiter bei einer Münchener Firma. 2005 schrieb er ein Drehbuch für einen Langfilm. Seit 2005 hat Mayer auch für verschiedene Unternehmen in Werbung und Print gearbeitet.
Mayer verkörperte während der gesamten Laufzeit von 2003 bis 2013 den Rechtsmediziner Dr. Christian „Doc“ Alsleben in der SAT.1-Serie K11 – Kommissare im Einsatz; zwischen 2003 und 2013 war er in über 1000 Folgen zu sehen.
Michael Mayer lebt in München.

## Filmografie (Auswahl)
- 2000: Tatort
- 2001: Gute Zeiten, schlechte Zeiten (4 Folgen)
- 2002; 2008: Lenßen & Partner
- 2003–2013: K11 – Kommissare im Einsatz
- 2005: Freunde (5 Folgen)
- 2006: Angie